# 남한권
남한권(南漢權, 1960년 3월 13일~)은 대한민국의 군인  출신 정치인이다. 현직 울릉군수이다.

## 학력
- 저동국민학교 졸업
- 우산중학교 졸업
- 울릉고등학교 보통과
- 육군3사관학교 18기 졸업
- 성균관대학교 행정학 학사
- 국민대학교 대학원 정치학 석사
- 한남대학교 대학원 행정학 박사

## 경력
- 육군 5보병사단 소대장
- 육군 제3야전군사령부
- 육군 수도방위사령부
- 합동참모본부 행정관리과장
- 육군본부 총무과장
- 육군인사사령부 인사운영과장
- 육군인사사령부 인사행정처장 겸 육군 부관병과장
- 여의도연구소 정책자문위원
- 저동초등학교 총동창회장
- 2022.07 ~ : 제46대 민선 8기 경상북도 울릉군수

## 역대 선거 결과
|  | 26.02% |

|  | 69.71% |

| 전임 김병수 | 제46대 경상북도 울릉군수 2022년 7월 1일~ |  |